# Oucques-la-Nouvelle
Oucques-la-Nouvelle es una comuna nueva francesa situada en el departamento de Loir y Cher, de la región de Centro-Valle de Loira.

## Historia
Fue creada el 1 de enero de 2017, en aplicación de una resolución del prefecto de Loir y Cher de 30 de diciembre de 2016 con la unión de las comunas de Baigneaux, Beauvilliers, Oucques y Sainte-Gemmes, pasando a estar el ayuntamiento en la antigua comuna de Oucques.

## Demografía
| Gráfica de evolución demográfica de Oucques-la-Nouvelle entre 1800 y 2013 |
|                                                                           |

Los datos entre 1800 y 2013 son el resultado de sumar los parciales de las cuatro comunas que forman la nueva comuna de Oucques-la-Nouvelle, cuyos datos se han cogido de 1800 a 1999, para las comunas de Baigneaux, Beauvilliers, Oucques y Sainte-Gemmes de la página francesa EHESS/Cassini. Los demás datos se han cogido de la página del INSEE.

## Composición
| Comuna delegada | Código INSEE | Población (2013) | Superficie (km²) | Densidad (hab./km²) |
| --------------- | ------------ | ---------------- | ---------------- | ------------------- |
| Baigneaux       | 41011        | 47               | 6.58             | 7                   |
| Beauvilliers    | 41015        | 61               | 8                | 7                   |
| Oucques         | 41171        | 1513             | 26.23            | 58                  |
| Sainte-Gemmes   | 41210        | 102              | 8.56             | 12                  |